# Tatiana Afanassieva
Pour les articles homonymes, voir Afanassiev.
Tatiana Alekseïevna Afanassieva (en russe : Татьяна Алексеевна Афанасьева (également connue sous le nom Tatiana Ehrenfest-Afanaseva), née à Kiev le 19 novembre 1876 – morte à Leyde le 14 avril 1964) est une mathématicienne russo-néerlandaise.

## Biographie
Tatiana Afanassieva est née à Kiev, en Ukraine, qui faisait alors partie de l'Empire russe. Après la mort de son père, elle est élevée par un oncle à Saint-Petersbourg, en Russie, où elle est scolarisée dans une école pédagogique pour femmes puis un Women's College. 
En 1902 elle part pour l'université de Göttingen, où elle rencontre le physicien autrichien Paul Ehrenfest (1880–1933). Elle épouse Ehrenfest en 1904. Le couple aura quatre enfants dont la mathématicienne Tatiana Pavlovna Ehrenfest.
En 1907 le couple retourne à Saint-Pétersbourg. En 1912 ils partent à Leyde, où Paul Ehrenfest est embauché pour succéder à Hendrik Lorentz comme professeur à l'université de Leyde.
Elle a collaboré aux travaux de son mari sur la mécanique statistique de Ludwig Boltzmann ; elle a publié des travaux mathématiques sur le hasard, les probabilités et l'entropie.
Elle a écrit également des ouvrages sur l'enseignement de la géométrie pour les enfants,.
En 1920, les physiciens Niels Bohr et Albert Einstein se rencontrent pour la première fois au domicile du couple.

## Publications
- Tatiana Ehrenfest: Bemerkung zur Theorie der Entropiezunahme in der Statistischen Mechanik von W.Gibbs. Vienne, 1906
- Paul et Tatiana Ehrenfest « Begriffliche Grundlagen der statistischen Auffassung in der Mechanik », Encyklopädie der mathematischen Wissenschaften mit Einschluß ihrer Anwendungen, n°IV, 2. part l, 1909-1911
- T. Ehrenfest-Afanassjewa, Die Grundlagen der Thermodynamik (Leyde, 1956)
- T. Ehrenfest-Afanassjewa, « On the Use of the Notion "Probability" in Physics », American Journal of Physics, n°26, 1958, pp.388
- avec Hans Freudenthal : Kan het wiskundeonderwijs tot de opvoeding van het denkvermogen bijdragen, Muuses, 1951